# Anna-Belle Strömberg
Lissi Anna-Belle Strömberg, född 17 augusti 1965 i Hammarby församling i Stockholms län, är en svensk politiker (socialdemokrat). Hon är ordinarie riksdagsledamot sedan 2021 (dessförinnan statsrådsersättare 2021), invald för Västernorrlands läns valkrets.
Strömberg kandiderade i riksdagsvalet 2018 och blev ersättare. Hon var statsrådsersättare för Stefan Löfven från och med 1 september 2021 och utsågs till ordinarie riksdagsledamot från och med 16 november 2021 sedan Löfven avsagt sig uppdraget som riksdagsledamot. I riksdagen är Strömberg ledamot i civilutskottet sedan 2022 och suppleant i trafikutskottet. Hon har varit suppleant i kulturutskottet.